# 卡利尼奇卡河
卡利尼奇卡河（烏克蘭語：Кальничка），是烏克蘭的河流，位於該國西南部文尼察州，屬於索布河的右支流，流經卡巴特尼亞、帕爾霍米夫卡和卡利尼克，河道全長15公里，流域面積84.6平方公里。

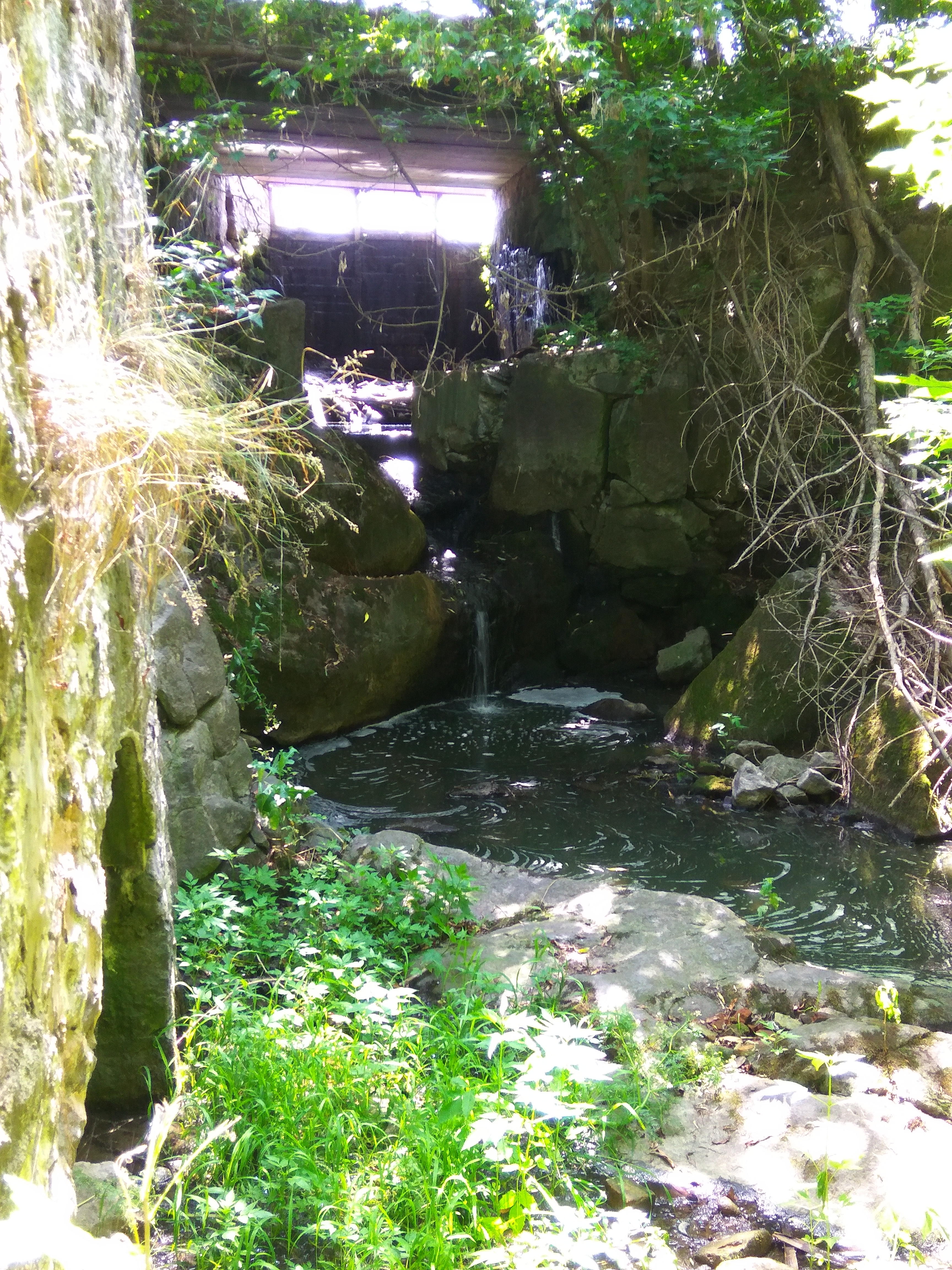
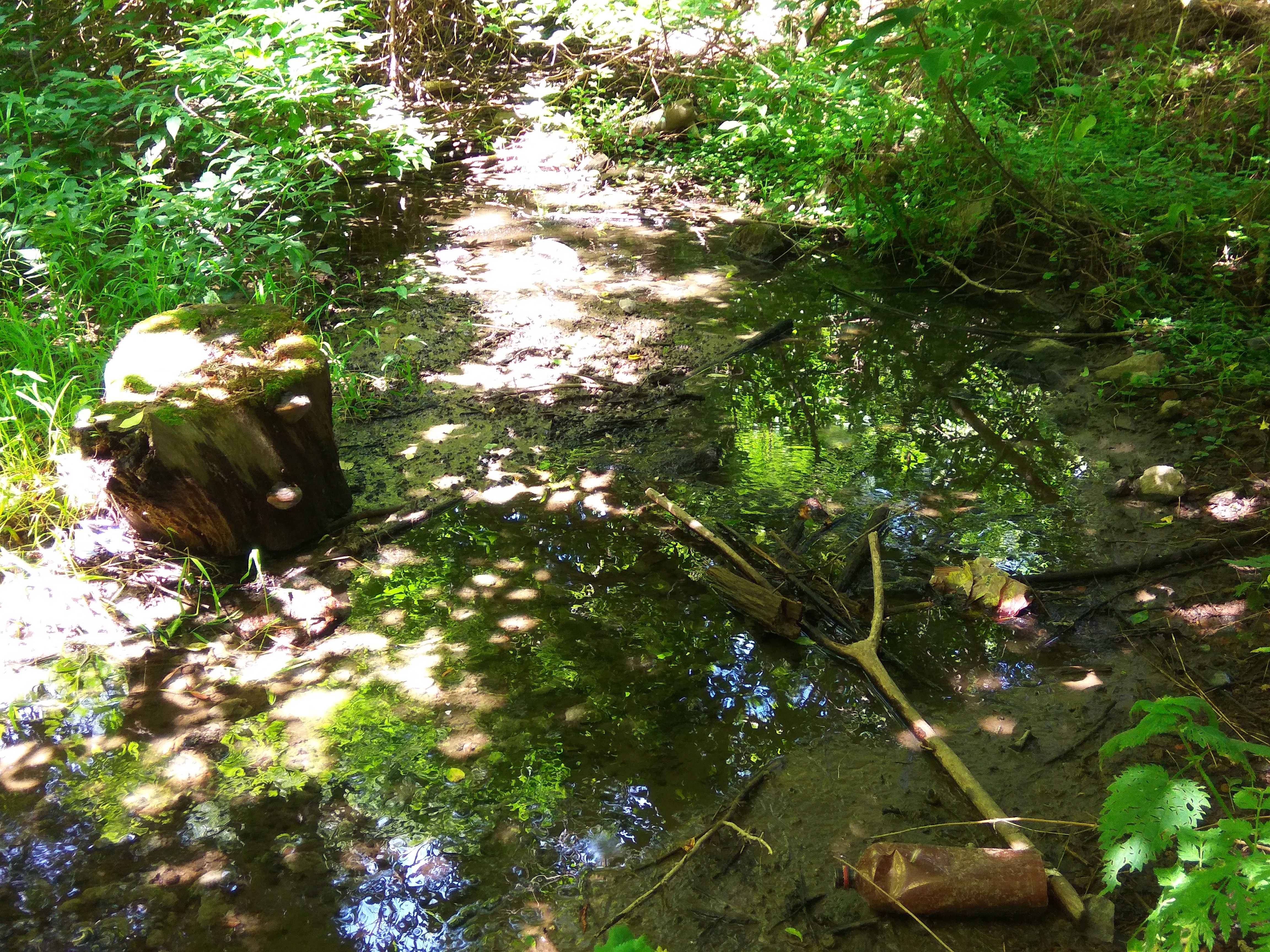